# 周榮 (清朝)
周榮（?—?），汉军镶蓝旗人，清朝政治人物。
康熙20年（1681年），擔任清朝遵义府婺川縣知縣。后由楊嗣漢接任。